# 中杰英
中杰英（1934年—），曾用笔名S·C，男，祖籍广东梅县，生于广东韶关，中国剧作家、小说家、工程师。